# Vossia
Vossia é um género botânico pertencente à família Poaceae.